# Adrian Dantley
Adrian Delano Dantley (Washington D.C., 28 februari 1955) is een Amerikaans voormalig basketballer en basketbalcoach. Hij won met het Amerikaans basketbalteam de gouden medaille op de Olympische Zomerspelen 1976.

## Carrière
Dantley speelde van 1973 tot 1976 voor de Notre Dame Fighting Irish collegebasketbal. Tijdens de Olympische Spelen van 1976 speelde hij 6 wedstrijden, inclusief de finale tegen Joegoslavië. Gedurende deze wedstrijden scoorde hij 116 punten. Hij werd als zesde gekozen in de NBA Draft 1976 door de Buffalo Braves. Na zijn eerste seizoen werd hij verkozen tot NBA Rookie of the Year en NBA All-Rookie Team.
In december 1977 werd hij samen met Mike Bantom geruild naar de Indiana Pacers voor Billy Knight. Twee weken later werd hij opnieuw geruild ditmaal met Dave Robisch naar de Los Angeles Lakers voor James Edwards en Earl Tatum. In september 1979 werd hij naar de Utah Jazz gestuurd voor Spencer Haywood. Bij Utah speelde hij zeven seizoenen.
In augustus 1986 werd hij geruild naar de Detroit Pistons samen met meerdere draftkeuzes voor Kent Benson en Kelly Tripucka. In februari 1989 werd hij opnieuw geruild ditmaal naar de Dallas Mavericks voor Mark Aguirre. Hij speelde nadien nog voor de Milwaukee Bucks.
In 2008 werd hij opgenomen in de Basketball Hall of Fame. Na zijn carrière als speler was hij acht seizoenen lang assistent-coach bij de Denver Nuggets van 2003 tot 2011 nadat hij in de jaren 1990 al eens assistent-coach was voor de Towson Tigers in het collegebasketbal.

## Erelijst
- NBA All-Star: 1980, 1981, 1982, 1984, 1985, 1986
- All-NBA Second Team: 1981, 1984
- NBA Comeback Player of the Year: 1984
- NBA Rookie of the Year: 1977
- NBA All-Rookie Team: 1977
- Olympische Spelen: 1976
- Nummer 4 teruggetrokken door de Utah Jazz
- Naismith Memorial Basketball Hall of Fame: 2008

## Statistieken

### Regulier seizoen
| Seizoen      | Team               | WG  | WS  | MPW  | 2P%  | 3P%  | FW%  | RPW | APW | SPW | BPW | PPW  |
| ------------ | ------------------ | --- | --- | ---- | ---- | ---- | ---- | --- | --- | --- | --- | ---- |
| 1976/77      | Buffalo Braves     | 77  | –   | 36,6 | 52,0 | –    | 81,8 | 7,6 | 1,9 | 1,2 | 0,2 | 20,3 |
| 1977/78      | Indiana Pacers     | 23  | –   | 41,2 | 49,9 | –    | 78,7 | 9,4 | 2,8 | 2,1 | 0,7 | 26,5 |
| 1977/78      | Los Angeles Lakers | 56  | –   | 35,4 | 52,0 | –    | 80,1 | 7,2 | 3,4 | 1,3 | 0,1 | 19,4 |
| 1978/79      | Los Angeles Lakers | 60  | –   | 29,6 | 51,0 | –    | 85,4 | 5,7 | 2,3 | 1,1 | 0,2 | 17,3 |
| 1979/80      | Utah Jazz          | 68  | –   | 39,3 | 57,6 | 0,0  | 84,2 | 7,6 | 2,8 | 1,4 | 0,2 | 28,0 |
| 1980/81      | Utah Jazz          | 80  | –   | 42,7 | 55,9 | 28,6 | 80,6 | 6,4 | 4,0 | 1,4 | 0,2 | 30,7 |
| 1981/82      | Utah Jazz          | 81  | 81  | 39,8 | 57,0 | 33,3 | 79,2 | 6,3 | 4,0 | 1,2 | 0,2 | 30,3 |
| 1982/83      | Utah Jazz          | 22  | 22  | 40,3 | 58,0 | –    | 84,7 | 6,4 | 4,8 | 0,9 | 0,0 | 30,7 |
| 1983/84      | Utah Jazz          | 79  | 79  | 37,8 | 55,8 | 25,0 | 85,9 | 5,7 | 3,9 | 0,8 | 0,1 | 30,6 |
| 1984/85      | Utah Jazz          | 55  | 46  | 35,8 | 53,1 | –    | 80,4 | 5,9 | 3,4 | 1,0 | 0,1 | 26,6 |
| 1985/86      | Utah Jazz          | 76  | 75  | 36,1 | 56,3 | 9,1  | 79,1 | 5,2 | 3,5 | 0,8 | 0,1 | 29,8 |
| 1986/87      | Detroit Pistons    | 81  | 81  | 33,8 | 53,4 | 16,7 | 81,2 | 4,1 | 2,0 | 0,8 | 0,1 | 21,5 |
| 1987/88      | Detroit Pistons    | 69  | 50  | 31,1 | 51,4 | 0,0  | 86,0 | 3,3 | 2,5 | 0,6 | 0,1 | 20,0 |
| 1988/89      | Detroit Pistons    | 42  | 42  | 31,9 | 52,1 | –    | 83,9 | 3,9 | 2,2 | 0,5 | 0,1 | 18,4 |
| 1988/89      | Dallas Mavericks   | 31  | 25  | 34,9 | 46,2 | 0,0  | 77,6 | 4,9 | 2,5 | 0,6 | 0,2 | 20,3 |
| 1989/90      | Dallas Mavericks   | 45  | 45  | 28,9 | 47,7 | 0,0  | 78,7 | 3,8 | 1,8 | 0,4 | 0,2 | 14,7 |
| 1990/91      | Milwaukee Bucks    | 10  | 0   | 12,6 | 38,0 | 33,3 | 69,2 | 1,3 | 0,9 | 0,5 | 0,0 | 5,7  |
| Carrière     | Carrière           | 955 | 546 | 35,8 | 54,0 | 17,1 | 81,8 | 5,7 | 3,0 | 1,0 | 0,2 | 24,3 |
| NBA All-Star | NBA All-Star       | 6   | 5   | 21,7 | 42,6 | –    | 89,5 | 3,8 | 1,2 | 1,0 | 0,0 | 10,5 |

### Play-offs
| Seizoen  | Team               | WG | WS | MPW  | 2P%  | 3P% | FW%  | RPW | APW | SPW | BPW | PPW  |
| -------- | ------------------ | -- | -- | ---- | ---- | --- | ---- | --- | --- | --- | --- | ---- |
| 1977/78  | Los Angeles Lakers | 3  | –  | 34,7 | 57,1 | –   | 64,7 | 8,3 | 3,7 | 1,7 | 1,0 | 17,0 |
| 1978/79  | Los Angeles Lakers | 8  | –  | 29,5 | 56,2 | –   | 78,8 | 4,1 | 1,4 | 0,8 | 0,1 | 17,6 |
| 1983/84  | Utah Jazz          | 11 | –  | 41,3 | 50,4 | –   | 86,3 | 7,5 | 4,2 | 0,9 | 0,1 | 32,2 |
| 1984/85  | Utah Jazz          | 10 | 10 | 39,8 | 52,3 | 0,0 | 77,9 | 7,5 | 2,0 | 1,6 | 0,0 | 25,3 |
| 1986/87  | Utah Jazz          | 15 | 15 | 33,3 | 53,9 | –   | 77,5 | 4,5 | 2,3 | 0,9 | 0,0 | 20,5 |
| 1987/88  | Detroit Pistons    | 23 | 23 | 35,0 | 52,4 | 0,0 | 78,7 | 4,7 | 2,0 | 0,8 | 0,0 | 19,4 |
| 1990/91  | Milwaukee Bucks    | 3  | 0  | 6,3  | 14,3 | –   | 75,0 | 1,3 | 0,0 | 0,0 | 0,0 | 1,7  |
| Carrière | Carrière           | 73 | 48 | 34,5 | 52,5 | 0,0 | 79,6 | 5,4 | 2,3 | 0,9 | 0,1 | 21,3 |